# Victoire Lichtenstein
Henriette Victoire Lichtenstein, geb. Hotho (* 29. März 1795 in Berlin; † 7. Oktober 1866 in Königsberg) war eine deutsche Sängerin und Salonnière in Berlin.

## Leben
Victoire Hotho war die Tochter des Fabrikanten Thomas Henri Hotho und der Madeleine Henriette, geb. Girard, einer Hugenottin. Ihr Bruder Heinrich Hotho war Kunsthistoriker und ab 1859 Direktor des Kupferstichkabinetts in Berlin. Victoire Hotho erhielt umfangreichen Privat-Unterricht und war ab 1813 Mitglied der Berliner Singakademie im Stimmfach Alt.
Am 11. Juni 1815 heiratete sie 20-jährig den Naturforscher Hinrich Lichtenstein (1780–1857), der ebenfalls seit 1810 Mitglied der Berliner Singakademie war (und 1843 eine Publikation zur Geschichte dieser Institution verfasste). Aus der Ehe gingen vier Kinder hervor: Johanna Marie Henriette (* 1817), Anton Gustav Heinrich (* 1818), Carl Moritz Leopold (* 1820) und Ernst August Wilhelm (* 1825). 
Victoire Lichtenstein ermöglichte ihrem Mann durch ihr Vermögen, das sie in die Ehe einbrachte, ausgedehnte Reisen, bei denen sie ihn einige Male auch begleitete. Darüber hinaus führte sie in der Zeit des Biedermeiers in der Amtswohnung, ihr Mann war Professor an der Berliner Universität Unter den Linden, einen geselligen, musikalischen Zirkel.
Victoire Lichtenstein starb 1866 in Königsberg an der Cholera.
Der Pianist Franz Lauska widmete ihr seine Klaviersonate Sonate brillante in C-Dur op. 37. Carl Maria von Weber widmete ihr sein Liederheft op. 54.